# Esa mujer
Esa mujer è una telenovela argentina prodotta da a+A Group, casa produttrice della stessa Andrea del Boca, in collaborazione con la TV Pública nel 2013. La telenovela è andata in onda sulla TV Pública dal lunedì al venerdì, alle 14.00 ora locale argentina. I protagonisti sono interpretati da Andrea del Boca e Segundo Cernadas. La produzione della telenovela non solo segna il ritorno alla tv di una delle attrici più note e amate di questo genere, ma rappresenta anche una gran scommessa della Tv Pública e dello Stato Argentino nel tornare a produrre ed esportare questo genere che ha spopolato negli anni '90 e che sembra avere ancora molto seguito in America come nel resto del mondo. La sigla è El amor es así, cantata da Andrea del Boca con Gigi D'Alessio.

## Trama
Nicolasa (Andrea del Boca) è una donna sempre allegra e piena d'energia, che affronta la vita con grinta e positività; lei lavora come cameriera in un ristorante ma nel tempo libero si traveste da pagliaccio per dare un sorriso ai malati terminali di una clinica privata ed aiutare il nipote di un suo carissimo amico, che si trova in gravi condizioni e per sopravvivere ha bisogno di un trapianto. 
Un giorno Nicolasa, che era già a conoscenza di essere affetta da un tumore che per fortuna non era esteso e non aveva creato metastasi, scopre dopo una visita medica che la sua malattia è avanzata e che le rimane solo un anno di vita.
Come se non bastasse, proprio il giorno di questa triste scoperta, Nicolasa viene lasciata dal suo compagno, Alejandro (Julián Weich), innamorato di un'altra donna. Di fronte a tale tristezza, Nicolasa non si perde d'animo e decide di vivere intensamente il tempo che le resta: "La felicità è una decisione personale. E io scelgo di essere felice", questo sarà il suo motto.
Allo stesso tempo decide di fare tutto quello che può per far luce sulla morte di sua sorella, venuta a mancare 8 anni prima a causa di un incidente, e su tutti i misteri che aleggiano intorno a questa vicenda, in particolar modo si prefigge di scoprire la paternità di Angelito, figlio di sua sorella ma che lei ha registrato come suo. 
Dall'altra parte troviamo la storia di Ignacio (Pedro "Segundo" Cernadas), l'amministratore della clinica dove lavora Nicolasa, un donnaiolo incallito che tenta di dimenticare il dolore che gli ha provocato la morte dell'amore della sua vita, e che ha una figlia, Camila, frutto di un matrimonio successivo con una donna da cui ha poi divorziato.
Ignacio corteggia varie ragazze senza costruire mai nulla di serio, anzi scommettendo con gli amici alle loro spalle.
Nicolasa e Ignacio scopriranno di avere in comune molto di più di ciò che pensano e le loro vite si uniranno dando vita ad una bellissima storia d'amore.